# 釜山鎮之戰
釜山鎮之戰是1592年5月24日至25日期間日本入侵朝鮮釜山鎮的戰鬥。釜山鎮之戰與多大浦之戰同時發生，這兩場戰役標誌著壬辰倭亂的開始。
豐臣秀吉計劃入侵朝鮮的時候，令對馬的大名宗義智先進行戰略籌畫，最終確認以釜山浦為主要登陸地點，同時攻佔多大浦和西平浦作為重要據點。
1592年5月24日（萬曆二十年/天正二十年四月十三）清晨，宗義智率領日軍突然到達釜山浦。之前，宗義智先致書於釜山鎮守將鄭撥，要求假道入明，遭到鄭撥嚴詞拒絕。隨後日軍便攻打釜山鎮，同時小西行長也率軍攻打多大浦。日軍使用裝備先進的火繩槍，進行一輪又一輪地攻擊，鄭撥率軍退守第二道防線，重新組織了弓箭手進行反擊，但仍被日軍擊敗，被迫退守第三道防線。數個時辰之後，鄭撥中彈身亡，朝鮮軍心渙散。翌日早晨，日軍全面佔領釜山城，並以此作為日後侵略朝鮮的兵員、糧草重要中轉站。
在攻陷釜山之後，宗義智隨即率兵攻打東萊城。

## 腳註
1. ↑  弗洛伊斯《日本史》